# Merizocera picturata
Merizocera picturata is een spinnensoort uit de familie Psilodercidae. De soort komt voor in Sri Lanka.